# キングキャメル
キングキャメルは、2003年にサミーより発売されたパチスロ機。

## スペック
- Cタイプ機に該当し、いわゆるボーナスゲームを搭載していない。その代わり、シングルボーナスの集中役とATで出玉を増やす。
- キングボーナス（AT50回継続）・ミドルボーナス（AT20回継続）・キャメルチャンス（AT5回+ATパンクフラグ当選まで継続）という3種類のAT役がある。

## 特徴
- 話題となったのはスペックそのものよりも、今までに無い演出の奇抜さにあった。簡易なメインリールを上部に配置し、本来メインリールとして扱われる箇所に演出用のリールを設置することで、あたかもメインリールが様々な演出を行うような見た目となり、プレイヤーに大きなインパクトを与えた。
- 演出用リールは「逆回転」「大幅なスベリ」「ストップボタンと対応しない」など、従来のものと大きく異なる。
- 遊技する際はメインリールで成立役を判断しないと、大きく混乱する。
- 見た目の演出とは裏腹に、内部スペックはかなり複雑であった。
- 演出をキャンセルしてしまうと、AT突入が遅れるなどのペナルティも存在する。
- ボーナス図柄をそろえても、直後（または直前）に集中状態から転落した場合、全くメダルが増えない事もある（キャメルチャンスの場合は、最低保証の5ゲームが終わった後は、集中から転落すると同時にATも終了する）。
- 通常と異なりJACゲームには押し順の概念は無いが、AT中は適当な押し順をナビしていた（無視しても揃う）。なお、JACゲームもATゲーム数に数えられている。
- 内部的に集中に入らなければ、ATの突入の可能性はない。このため、設定変更直後はもっとも不利である。

## 影響
『キングキャメル』登場以降、簡易メインリールを上部に配し、液晶を中心に置いて液晶上で擬似リールを表示させるなどの演出をするという手法を取った全面液晶機がいくつか登場している。5号機の『魁!!男塾』（ロデオ）では液晶上で『キングキャメル』のドリームリールのような動きを再現し、さらにパワーアップさせている。また、『ゲッターマウス7R』（アルゼ）では「ビッグリール」と呼ばれる演出用リールを中央部に搭載することによって、5号機の規定では不可能な4号機の『ゲッターマウス』（ECJ、現：アルゼ）のリール配列を完全再現することに成功した。
本機種そのものはテレビCMなどプロモーションに力を入れた割にはスペックのせいか大ヒットとはならなかったが、パチスロの新しい可能性を示した機種であるといえる。